# ودي بومان
ودي بومان هو سياسي أمريكي، ولد في 31 ديسمبر 1941، وتوفي في 10 يوليو 2015. انتخب عضو مجلس نواب إلينوي ‏.